# زنبق کرواسی
زنبق کرواسی (نام علمی: Iris croatica) نام یک گونه از سرده زنبق است.